# 老後難民
老後難民（ろうごなんみん）というのは社会においての人間で、老後に経済的な事柄を要因として生活が困窮しているような者のことを言う。老後難民になっているような者というのは、自身の老後のための貯金を蓄えていたものの、それが無くなってしまったがためにこのようになっているというわけである。自身は老後のための貯金を十分に蓄えていて老後は安泰だと思っていたものの、老後難民となっている者は多い。というのも現代社会というのは平均寿命が上がってきており、自身が実際に生き続ける年数というのが予想していた期間よりも長くなっているということからである。仮に老後のための貯金が60歳の時点で3000万円あったとしても、それを老後の生活費に割り当て続けたならば70代の内に無くなってしまうだろうと週刊ダイヤモンドの記事では推算されている。このために現代社会においては老後難民予備軍とするべき人間の数も増加し続けているというわけである。